# Rhodometra intervenata
Rhodometra intervenata är en fjärilsart som beskrevs av W. Warren 1902. Rhodometra intervenata ingår i släktet Rhodometra och familjen mätare. Inga underarter finns listade.